# Spirama carnea
Spirama carnea är en fjärilsart som beskrevs av W. Warren 1913. Spirama carnea ingår i släktet Spirama och familjen nattflyn. Inga underarter finns listade i Catalogue of Life.